# تراپاور
ترا پاور (به انگلیسی: TerraPower) یک شرکت طراحی رآکتور هسته‌ای است که مقر آن در بلویو، واشینگتن، در ایالات متحده آمریکا، است. تراپاور قصد دارد نوع جدیدی از رآکتور نوترون سریع، به نام رآکتور موج متحرک (TWR)، را برای نخستین بار عملی سازد. بر خلاف استاندارد راکتورهای آب سبک، مانند PWR یا BWR، که با استفاده از اورانیوم غنی شده انرژی می‌آفرینند، در طرح‌های تراپاور سوخت TWR اورانیوم رقیق است. اورانیوم رقیق، یا همان اورانیوم-۲۳۵، در حال حاضر به عنوان پسماندی خطرناک از شکاف هسته‌ای به جای می‌ماند و از معضلات زیست‌محیطی دنیای کنونی است. در برآوردهای انجام شده، دوره عملیاتی شدن این سبک از رآکتورها در حدود ۴۰ تا ۶۰ سال است.
در سپتامبر ۲۰۱۵ شرکت تراپاور توافق‌نامه‌ای را با شرکت دولتی انرژی اتمی چین برای ساخت یک نمونه اولیه ۶۰۰ مگاواتی در ژیاپو در استان فوجیان چین منعقد کرد فعالیت‌های مرتبط با آنکه از سال ۲۰۱۸ تا ۲۰۲۵ بایستی انجام میشود. یک نیروگاه تولیدی با ظرفیتی در حدود ۱۱۵۰ مگاوات در حال برنامه‌ریزی برای ساخت در دههٔ ۲۰۲۰ است.